# Чёрное (озеро, Девятинское сельское поселение, южное)
Чёрное — пресноводное озеро на территории Девятинского сельского поселения Вытегорского района Вологодской области.

## Общие сведения
Площадь озера — 1 км². Располагается на высоте 189,4 метров над уровнем моря.
Форма озера лопастная, продолговатая: оно более чем на два километра вытянуто с северо-запада на юго-восток. Берега каменисто-песчаные, возвышенные, местами заболоченные.
Из северо-западной оконечности озера вытекает безымянный водоток, который, протекая через Маткозеро, впадает с левого берега в реку Андому, впадающую, в свою очередь, в Онежское озеро.
Острова на озере отсутствуют.
Населённые пункты и автодороги вблизи водоёма отсутствуют.
Код объекта в государственном водном реестре — 01040100611102000019807.